# بوئینگ ۷۰۲

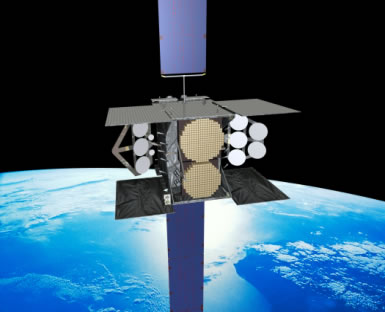

بوئینگ ۷۰۲ (به انگلیسی: Boeing 702) ماهواره مخابراتی ساخته شده توسط مرکز تحقیقات ماهواره‌ای بوئینگ است.